# Klaxons
Klaxons er et engelsk indie rockband dannet i 2005 i London, England. Ligesom flere andre bands som f.eks. Arctic Monkeys har de gjort deres musik frit tilgængelige på MySpace.
Debutalbum Myths Of The Near Future udkom den 29. januar 2007 og albummet vandt
Mercury Music Prize samme år. Gruppen står i spidsen for den nye ravebølge, også kaldt New Rave[kilde mangler]. De har bl.a. optrådt på Roskilde Festival 2007.

## Diskografi
- Myths of the Near Future (2007)
- Surfing the Void (2010)